# Івано-Франківський обласний державний центр туризму і краєзнавства учнівської молоді
Івано-Франківський обласний державний центр туризму і краєзнавства учнівської молоді — позашкільний навчально-виховний заклад.
Утворений 1940 року як Станіславська обласна екскурсійна станція. Пізніші назви — обласна дитяча екскурсійно-туристська станція, обласна станція юних туристів, а з 1994 — Івано-Франківский обласний державний центр туризму і краєзнавства учнівської молоді.
Вперше в Україні з метою широкого залучення дітей до туристсько-краєзнавчої роботи, особливо у сільській місцевості, у цьому закладі утворені філії. Працюють Веховинська, Галицька, Городенківска, Долинська, Калуська, Косівська, Рожнятівська філії облдержцентру, а також Ворохтянська, Коломийська, Кутська, Яблуницька, Яремчанська дитячі турбази, Івано-Франківський спортивно-туристський оздоровчий центр міжнародного співробітництва дітей та юнацтва.
Очолює Івано-Франківський обласний державний центр туризму і краєзнавства учнівської молоді Косило Михайло Юрійович, Заслужений працівник освіти України.